# Lotto Sport Italia
Lotto Sport Italia ist ein italienischer Sportartikelhersteller mit Sitz in Trevignano in der Provinz Treviso. Marken des Unternehmens sind Lotto, Lotto Leggenda, Lotto Works, Etonic International und Le DD.

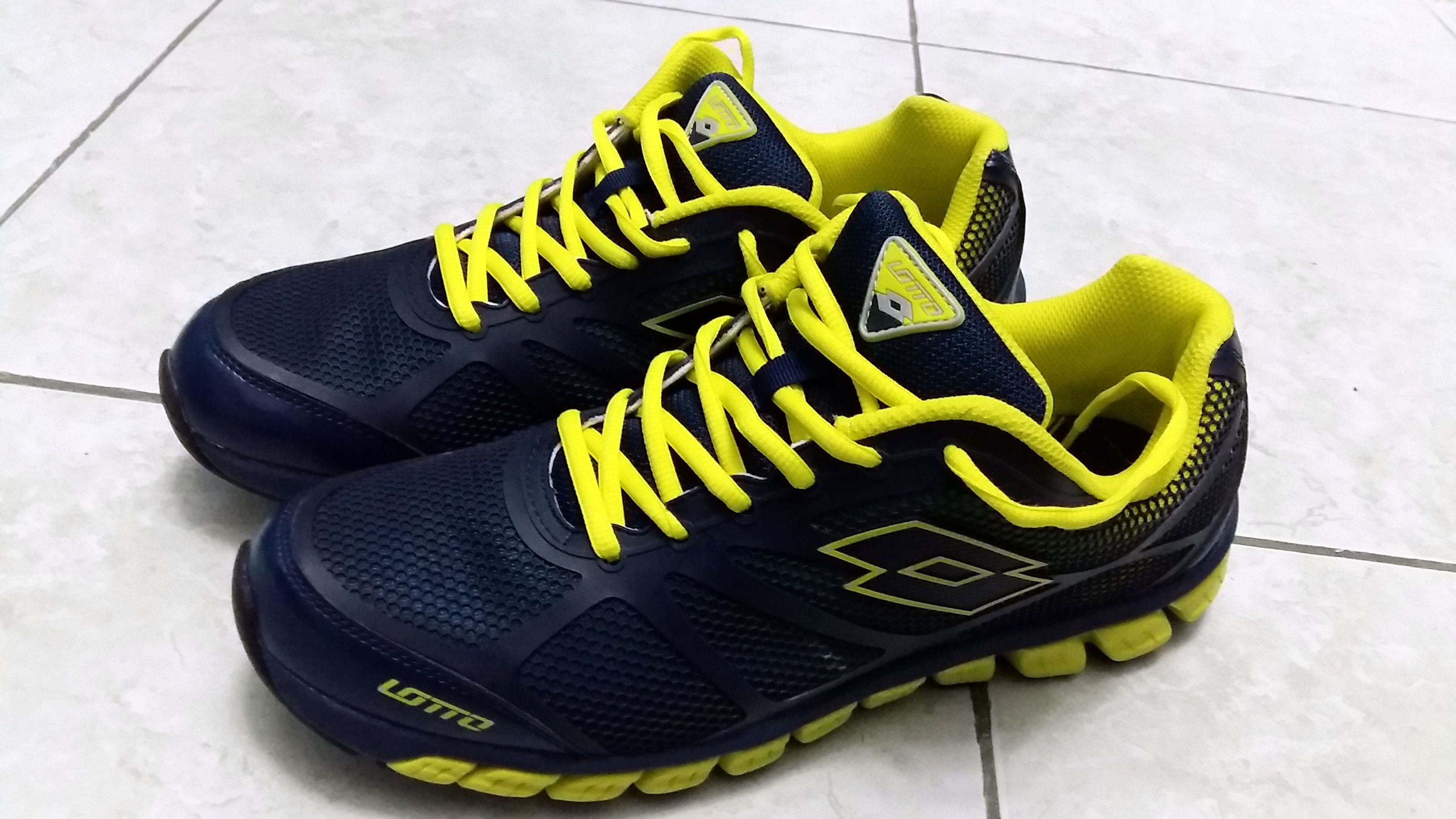
Lotto Laufschuh

## Geschichte
Die Firma wurde im Juni 1973 von der Familie Caberlotto gegründet, der auch die italienische Fußballmannschaft FBC Treviso gehörte. Tennisschuhe machten den Anfang, später folgten Modelle für Basketball, Volleyball, Leichtathletik und Fußball. Einige Zeit später kam die Produktion von Sportkleidung hinzu. In den ersten zehn Jahren konzentrierte sich Lotto auf den italienischen Markt und etablierte sich vor allem im Tennissport.
Lotto schloss im Laufe der Zeit, insbesondere im Tennis und Fußball, mit international berühmten Spielern und Mannschaften Ausrüsterverträge ab. International wuchs die Marke rasch weiter und zehn Jahre später war Lotto schon in mehr als 60 Ländern vertreten.
Im Juni 1999 übernahm eine Gruppe von lokalen Geschäftsleuten, die im Sportsektor bereits sehr aktiv waren, die Gesellschaft. Sie wurde von Andrea Tomat angeführt, der die Rolle des Präsidenten und CEO der neuen Gesellschaft übernahm, die fortan den Namen Lotto-Sport Italia S.p.A. trug.
Im November 2006 erwarb Lotto die Firma Etonic, eine der führenden amerikanischen Hersteller von Lauf-, Golf-, Bowling- und Walkingschuhen, und brachte die Anzahl der Marken damit auf fünf. Seite an Seite mit Lotto stehen:
- Lotto Leggenda, eine Kollektion von Lifestyle-Artikeln für anspruchsvolle Zielgruppen und ausgesuchte Vertriebspartner
- Lotto Works, eine Linie von Sicherheitskleidung, -schuhen und -zubehör
- Le DD, eine Marke, mit stark designorientiertem Schuhangebot
- Etonic

## Vertrieb
Die Lotto-Produkte werden heutzutage in 80 Ländern über unabhängige Sportgeschäfte, Fachgeschäfte und Kaufhäuser mit großen Sportabteilungen vertrieben. Dabei wird einer deutlich gegliederten Retail-Strategie in Italien und im Ausland, durch Markenfachgeschäfte (flagship stores, street stores, factory outlets) sowie Geschäftscornern und Shop-in-Shops besondere Bedeutung beigemessen. Unter dem Markenzeichen Lotto werden außerdem, auf Lizenz von Drittunternehmen, Unterwäsche, Papierwaren, Kosmetika und Uhren gefertigt und vertrieben.
Seit 2024 ist die Fashioncenter GmbH mit Sitz in Norderstedt für den Vertrieb von Lotto in Deutschland und Polen verantwortlich.

## Sponsoring
Im Laufe ihrer Karriere wurden sowohl zahlreiche Einzelsportler als auch Mannschaften von Lotto ausgerüstet. Diese Tradition wurde im Fußball mit Spielern wie Luca Toni, Clarence Seedorf oder Simone Perrotta fortgesetzt. Zu den bekanntesten Spielern der „Neuzeit“ zählt Andrij Schewtschenko, nach ihm sind der Fußballschuh „Sheva 7 Extrema“ und der Schuh „Sheva Elite“ benannt. In Deutschland rüstete Lotto von 2003 bis 2013 den Fußball-Bundesligisten Borussia Mönchengladbach aus. Von 2014 bis 2019 wurde die TSG 1899 Hoffenheim von dem italienischen Unternehmen ausgerüstet, von 2015 bis 2020 zudem der FSV Mainz 05. In Österreich wird seit 2014 der SK Sturm Graz von Lotto ausgestattet. Auch die costa-ricanische Fußballnationalmannschaft steht unter Vertrag. 
Im Tennisbereich ist Lotto Sport ein führender Bekleidungs- und Schuhhersteller. Hier werden Topspieler wie Kevin Anderson, David Ferrer, Nicolás Almagro, Ons Jabeur oder Agnieszka Radwańska ausgerüstet. Zahlreiche Grand-Slam-Siege wurden durch Spieler in Lottoausrüstung gewonnen, dazu zählen Martina Navrátilová, Boris Becker, Thomas Muster, Francesca Schiavone und Marion Bartoli sowie die deutschen French-Open-Sieger im Doppel Andreas Mies und Kevin Krawietz.